# Architectonica karsteni
Architectonica karsteni is een slakkensoort uit de familie van de Architectonicidae. De wetenschappelijke naam van de soort is voor het eerst geldig gepubliceerd in 1934 door Rutsch.